# Понирка Денис Васильович
Понирка Денис Васильович (*1746, Полошки, Глухівська сотня, Ніжинський полк, Військо Запорозьке Городове, тепер Сумської області — близько 1790) — український лікар, вчений-інфекціоніст. Шляхтич із козацького стану. 

## Біографія
Випускник Київської академії (1766) та Московської медико-хірургічної школи (1771). 
Призначений лікарем у Вятській губернії, Москві, Петербурзі, де був професором місцевого артилерійського шпиталю. У 1783—1786 роках — карантинний доктор у Василькові на Гетьманщині, посів цю посаду після Івана Політики. Мав чин надвірного радника.
Навчався у Стразбурзькому університеті, де доводив шкідливість застосування прокурення сурмою при лікуванні сифілісу і захворювань шкіри (докторська дисертація, Страсбург, 1780), вивчав проблеми чуми (1783—1784).
Автор праць про лікування пранців, віспи, чуми тощо.